# Daijiro Takakuwa
Daijiro Takakuwa (高桑 大二朗, Takakuwa Daijiro) est un footballeur japonais né le 10 août 1973 à Tokyo au Japon.